# Karahisar-i Teke
Karahisar-ı Teke war unter den Seldschuken und den anatolischen Beyliks sowie im Osmanischen Reich ein Verwaltungsbezirk in der Südtürkei und entsprach in etwa der Region des heutigen Serik (Provinz Antalya) und ihrer weiteren Umgebung. Das entsprechende Verwaltungszentrum in der pamphylischen Ebene war zu unterschiedlichen Zeiten an verschiedenen Orten, zuerst wohl im Areal der Burg von Karahisar (Karahisar-i Teke), der historischen Ruinenstätte Sillyon. Sillyon lag in der Antike in der Region Pamphylien und befindet sich heute im Gebiet Kocagözler des Mahalle (Ortsteil) Yanköy im Landkreis (früher: Kaza, heute; İlçe) Serik in der türkischen Provinz Antalya.

## Zum Namen
Man nimmt an, dass der Name Sillyon von dem in hethitischen Texten erwähnten Namen Šalluša abgeleitet wurde und kein griechischer Name ist. Die antike Ruinenstätte von Sillyon erscheint in der Literatur für die Zeit bis zur Eroberung durch die Seldschuken unter diversen Bezeichnungen: Sylleion, Syllaion bzw. Sileion oder Syllio in der Peutinger Tafel sowie auch als Silaeum. Als der Staat der anatolischen Seldschuken 1207 Antalya und 1223 Alaiye (Alanya) einnahmen, damit auch das Gebiet zwischen diesen beiden antiken Städten in türkische Hände fiel und vom Beylik der Tekeoğulları übernommen wurde, bürgerte sich mehr und mehr bis ins 14. Jahrhundert für Ort und Gebiet der Name Karahisar-i Teke bzw. Karateke Hisarı oder Qarāṣār (Karahisar = Schwarze Burg) ein. Der Kunsthistoriker Şerare Yetkin spricht von Sillyon als „Yanköy Hisarı“ (Burg von Yanköy). Der Ort sollte nicht verwechselt werden mit Syllion bei Smyrna (İzmir) und Syleion (Sinda) in der Kibyratis (Karien).

## Zur Lage

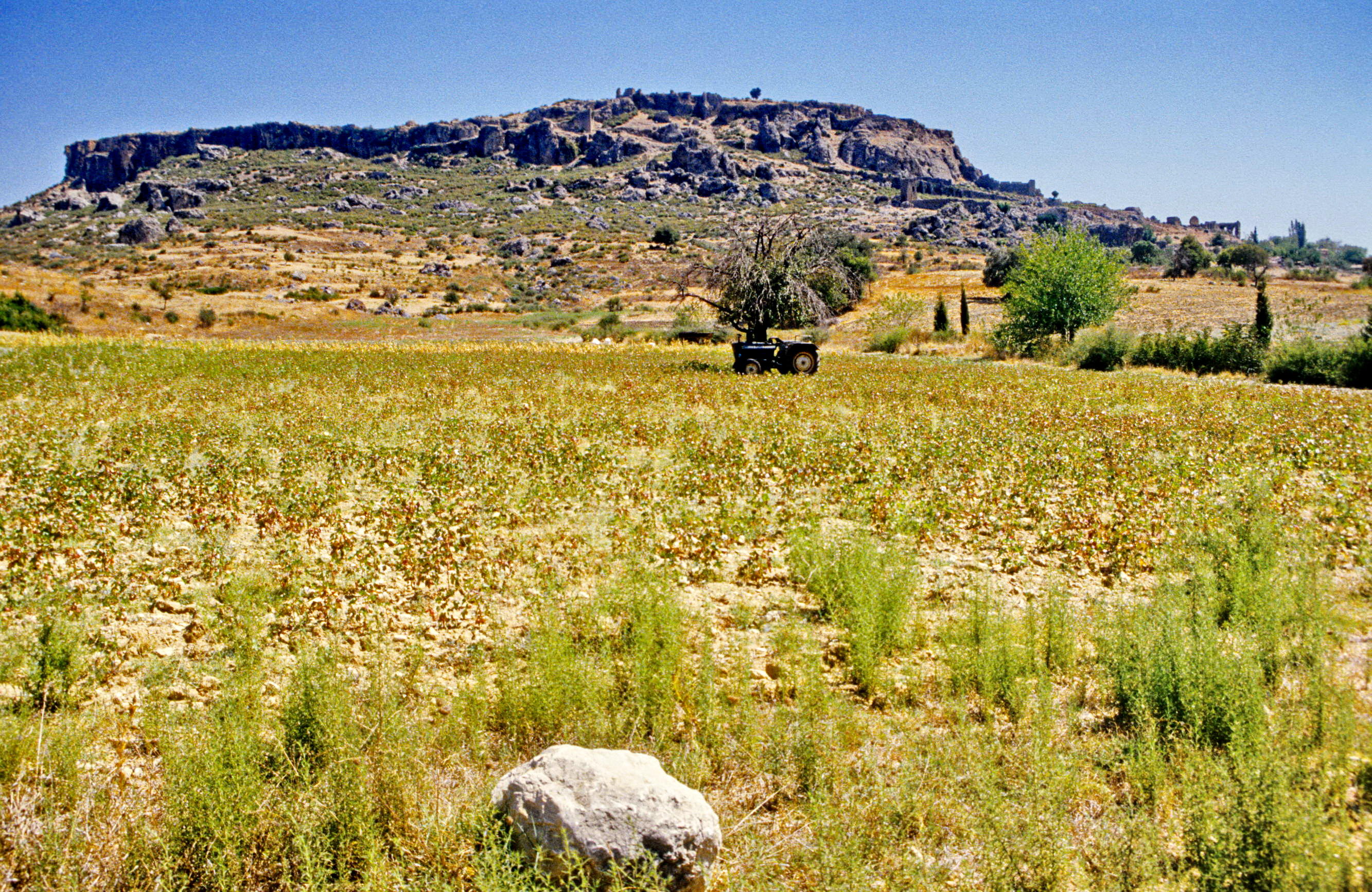
Blick auf den Tafelberg des Asar Tepe von Westen: Man erkennt deutlich den Anstieg der Rampenstraße zur Oberstadt von Sillyon (Karahisar-i Teke).

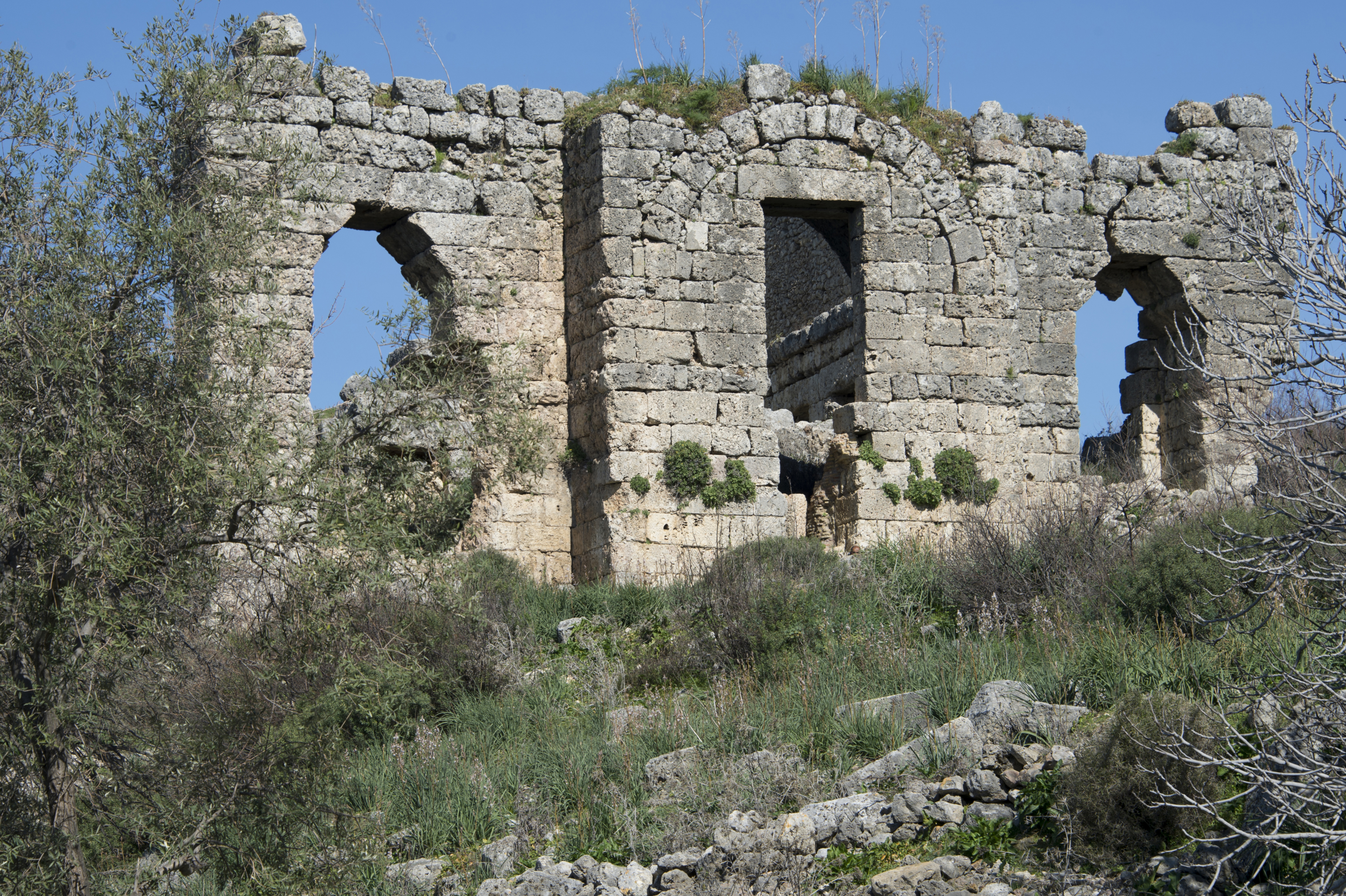
Ruinen eines Palastes in der Ruinenstadt Sillyon auf dem Plateau des Asar Tepe.

Über die Identifizierung der Ruinen auf dem Karahisar-i Teke bestand lange Zeit Uneinigkeit: Mitte der 1960er Jahre meinte die deutsche Turkologin Barbara Flemming, dass dieser Ort sowohl Yanköy (Sillyon), Selge (Zerk), in erster Linie aber wohl – unter Berücksichtigung der Informationen von Evliya Çelebi – Perge (Murtana, heute Aksu) sein könnte. Sie vermerkte allerdings dazu auch, dass es nicht möglich sei, eine genaue Zuordnung zu ermitteln. Der Gründer des Antalya-Museums, Süleyman Fikri Erten, hatte andererseits bereits 1922 mit der Erwähnung der Moscheen und Paläste auf dem Asar Tepe (Festungshügel, Ruinenhügel; asar = Festung, Ruine) den Blick eher auf Sillyon gelenkt. Diese ruinierte Festungsstadt liegt 1 km südwestlich von Yanköy, 28 km nordöstlich von Antalya (Attaleia) in bis zu 223 m Höhe auf dem Plateau des Tafelbergs Asar Tepe über der pamphylischen Ebene, in der Antike 40 Stadien (7,5 km) vom Meer entfernt mit Sichtverbindung nach Perge. Südwestlich zu Füßen des Tafelbergs Asar Tepe liegt der Weiler Kocagözler Mevkii (im Volksmund auch „Asar“), ein Ortsteil von Yanköy mit 15 Häusern. Die ruinierte Burgsiedlung selbst innerhalb der Gemeindegrenzen des Dorfes Yanköy (abgelegener Stadtteil/Mahalle von Serik), die im Volksmund heute ebenfalls „Asar“ genannt wird, hat auf dem oberen Tafelberg eine Fläche von etwa 200 Hektar und unterhalb weitere 400 Hektar. Der Asar Tepe steht heute aufgrund von Küstenvorschub des Acısu Çayı (Bitterwasser)-Deltas etwa 15 km von der Küste entfernt, und die in der Antike als Häfen genutzten Flussmündungen des Eurymedon (Köprü Irmağı) und des Kestros (Aksu Çayı) lagen in Sichtweite. Der Ortsname von Yanköy, einer Ansiedlung von Basırlı-Yörüken, teilweise mit Bektaschi- bzw. Aleviten-Tradition, bedeutet so viel wie „Nahes Dorf“, „Nachbardorf“, „Flankendorf“ und dürfte von der Ortslage in unmittelbarer Nachbarschaft zum Asar Tepe abgeleitet sein, wo sich die Ruinen des antiken Sillyon befinden.

## Geologisch-morphologische Situation

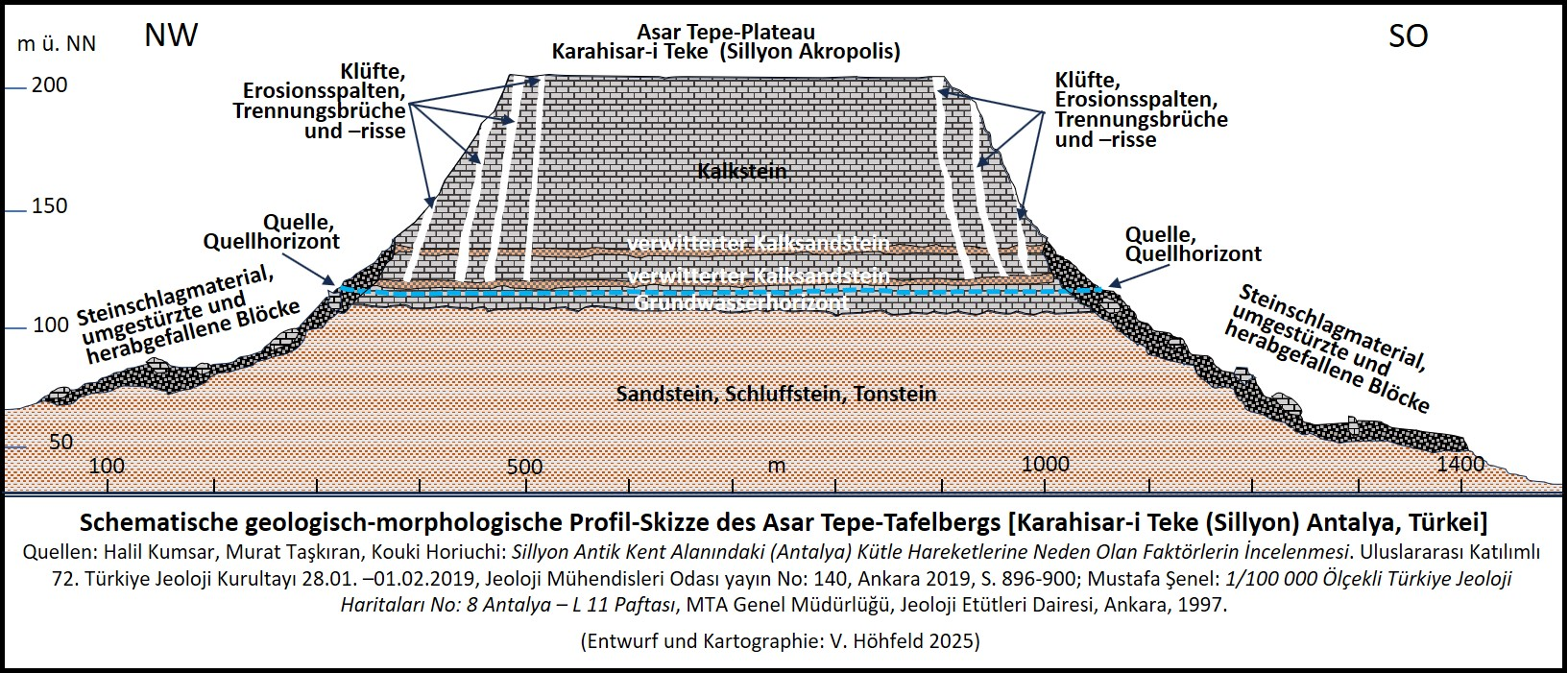
Schematische geologisch-morphologische Profil-Skizze des Tafelbergs Asar Tepe (Karahisar-i Teke (Sillyon), Provinz Antalya, Türkei)

Der Asar Tepe und seine unmittelbare Umgebung um Yanköy und Tekkeköy werden bestimmt von der mittelmiozänen (Langhium-Serravallium) Karpuzçay-Formation, der Gebiz-Formation aus pliozänem Riffkalk, auf der sich die antike Stadt Sillyon befindet, der quartären Belkıs-Formation aus polygenen Konglomeraten und alluvialen Sedimenten. Der Gebiz-Kalkstein im Bereich des Asar Tepe weist zahlreiche Risse, Brüche und Lösungshohlräume auf, die besonders an den Hängen im Südosten und Nordwesten Risse und Spalten mit einer Breite von über 1 m und einer Tiefe von bis zu 15 Metern bilden. In manchen Bereichen variieren die Rissöffnungen zwischen 0,4 m und 1,3 m und die vertikale Verschiebung beträgt bis zu 1,2 m. Partiell sind Massenbewegungen in Form von Felsstürzen und Steinschlägen am Südwest- und Nordwesthang zu beobachten, die bis heute andauern. An der Basis der Kalksteineinheit sind Zwischenschichten aus Kalksandstein mit Stärken von 40 bis 60 cm in zumeist horizontal oder nahezu horizontaler Lagerung eingeschaltet, die durch Sicker- und Grundwasser zersetzt und verwittert sind. Durch die Erosion der Karpuzçay-Formation, die aus Sandstein, Schwemmsanden und diskordant unter dem Kalkstein liegenden Tonsteinen besteht, entstanden an den Rändern des Berggebiets steile Hänge, wo es zu Erosion und Zersetzung der Sandstein-Zwischenschichten kommt. Am Fuß des Südosthangs befindet sich auf 107 m Höhe ein Quellhorizont. In niederschlagsreichen Winterzeiten nehmen dort Verwitterung und Erosion zu, so dass es in den oberen Kalksteinlagen zu Rissen, Felsstürzen und Steinschlägen kommt, wodurch sich das Plateaugebiet verengt. Zusätzlichen großen Einfluss auf diese Massenbewegungen hatten in der Vergangenheit zudem verheerende Erdbeben in der Region.

## Forschungsgeschichte
Bereits im 17. Jahrhundert berichtete der osmanische Schriftsteller Evliya Çelebi in seinem Seyahatnâme über seine Reisen in diese Region. Die Existenz der antiken Stadt ist der Forschung seit dem 18. Jahrhundert bekannt, aber intensive gezielte wissenschaftliche Arbeiten dort wurden erst sehr spät durchgeführt, obwohl die Städte Pamphyliens, darunter auch Sillyon, seit dem 19. Jahrhundert von vielen europäischen Reisenden besucht und in ihren Werken beschrieben wurden. Dazu zählte unter anderem auch 1884 die Forschungsreise der Archäologen George Niemann und Eugen Petersen unter Leitung des österreichischen Mäzens Karl Graf Lanckoroński, die auch die Geschichte der Städte thematisierten. Systematische archäologische Studien zu den antiken Städten in Pamphylien wurden 1946 vom türkischen Archäologen Arif Müfid Mansel initiiert und werden bis heute durchgeführt.
Erste Studien zur türkischen Periode der Burgstadt Karahisar-ı Teke erfolgten Anfang der 1970er Jahre vom Literaturwissenschaftler Şerare Yetkin. Ernsthafte archäologische Untersuchungen in größerem Umfang begannen allerdings erst 2009 unter dem Projekttitel „Sillyon Antik Kenti Hellenistik Dönemi’nin Araştırılması“ (Erkundung der antiken Stadt Sillyon in der hellenistischen Zeit) der Pamukkale Üniversitesi unter Leitung der Archäologen Elif Özer und Murat Taşkıran.

## Zur Geschichte

### Die antike Stadt (Syllaion)

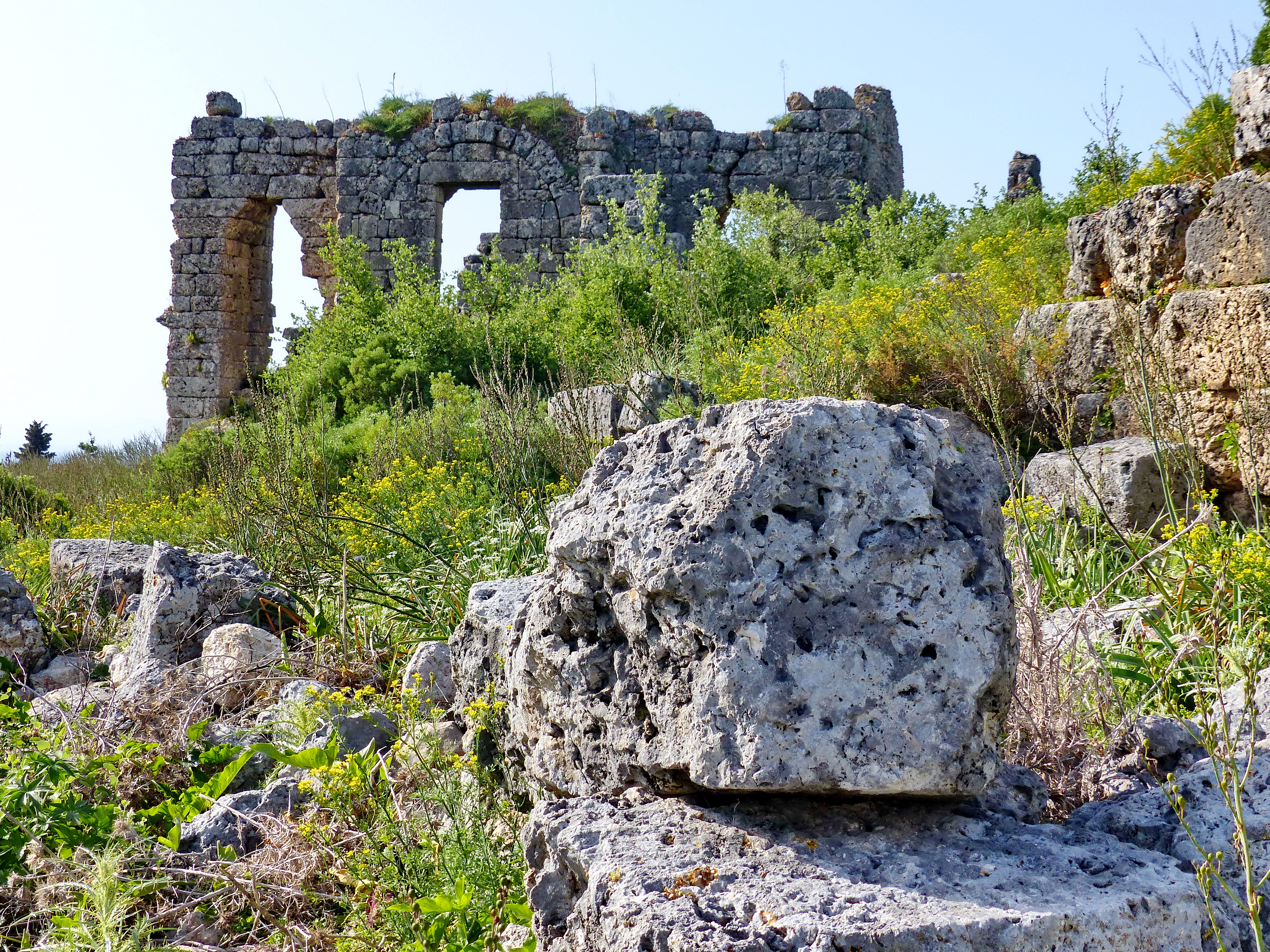
Ruinen des Gymnasiums in Sillyon.

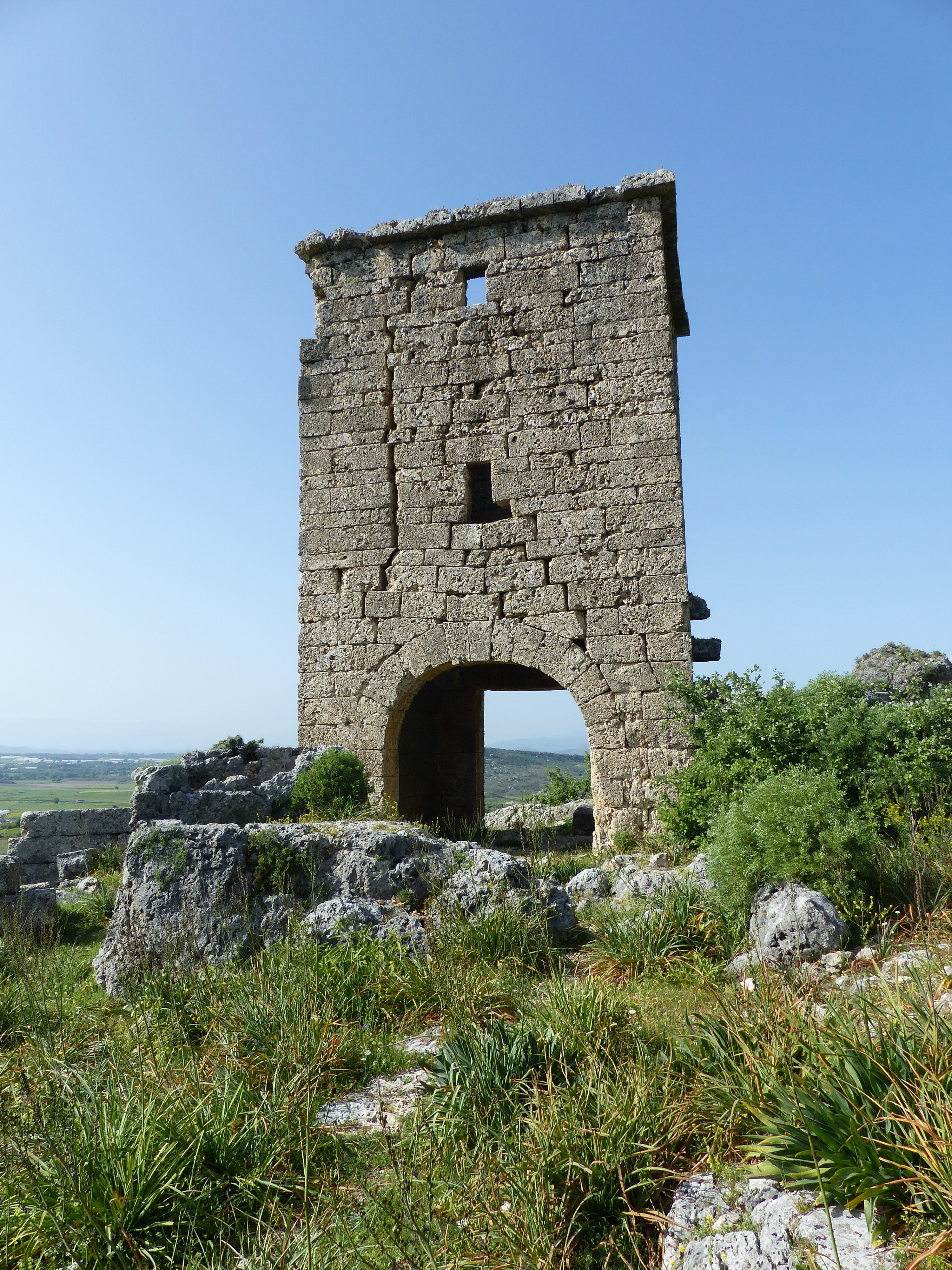
Blick auf einen hellenistischen Wehr- und Torturm in Sillyon, Türkei.

In der Auswertung und Dokumentation jüngster Forschungen und bisheriger wissenschaftlicher Literatur von über eintausend einzelnen Orten und Objekten zur historischen Topographie und Geographie der südwestlichen Türkei hat seit 2004 auch die Rolle von Karahisar-i Teke als Nachfolgesiedlung der Ruinenstätte des antiken Sillyon während der Seldschuken- und Beylikzeit einen klärenden Platz gefunden. Als Ergebnis der Oberflächen-Untersuchungen in Syllaion/Sillyon und ihrem Territorium wurden Keramikfunde gemacht, die auf eine ununterbrochene Besiedlung des Asar Tepe vom 5. Jahrhundert v. Chr. bis in die türkisch-islamische Zeit hinweisen. Eine erste Siedlung entstand aber vermutlich bereits im 2. Jahrtausend v. Chr.: Zunächst als Niederlassung mykenischer (achaischer) Griechen im 13. Jahrhundert v. Chr. und später durch weitere Zuwanderung von rhodischen Kolonisten im 7. Jahrhundert v. Chr. Als mythischer Gründer gilt der Seher Mopsos. Sie war im 5. Jahrhundert v. Chr. Mitglied des Attisch-Delischen Seebundes und wurde im Portolan (Navigationsanleitung für Seefahrer) des 4. Jahrhunderts v. Chr. erwähnt. Damals war Sillyon zunächst noch ein Dorf mit einer Festung und einer Wache aus ausländischen (persischen) Söldnern und einheimischen „Barbaren“, das 333 v. Chr. Alexander der Große als einziger pamphylischer Ort erfolgreich Widerstand leistete.

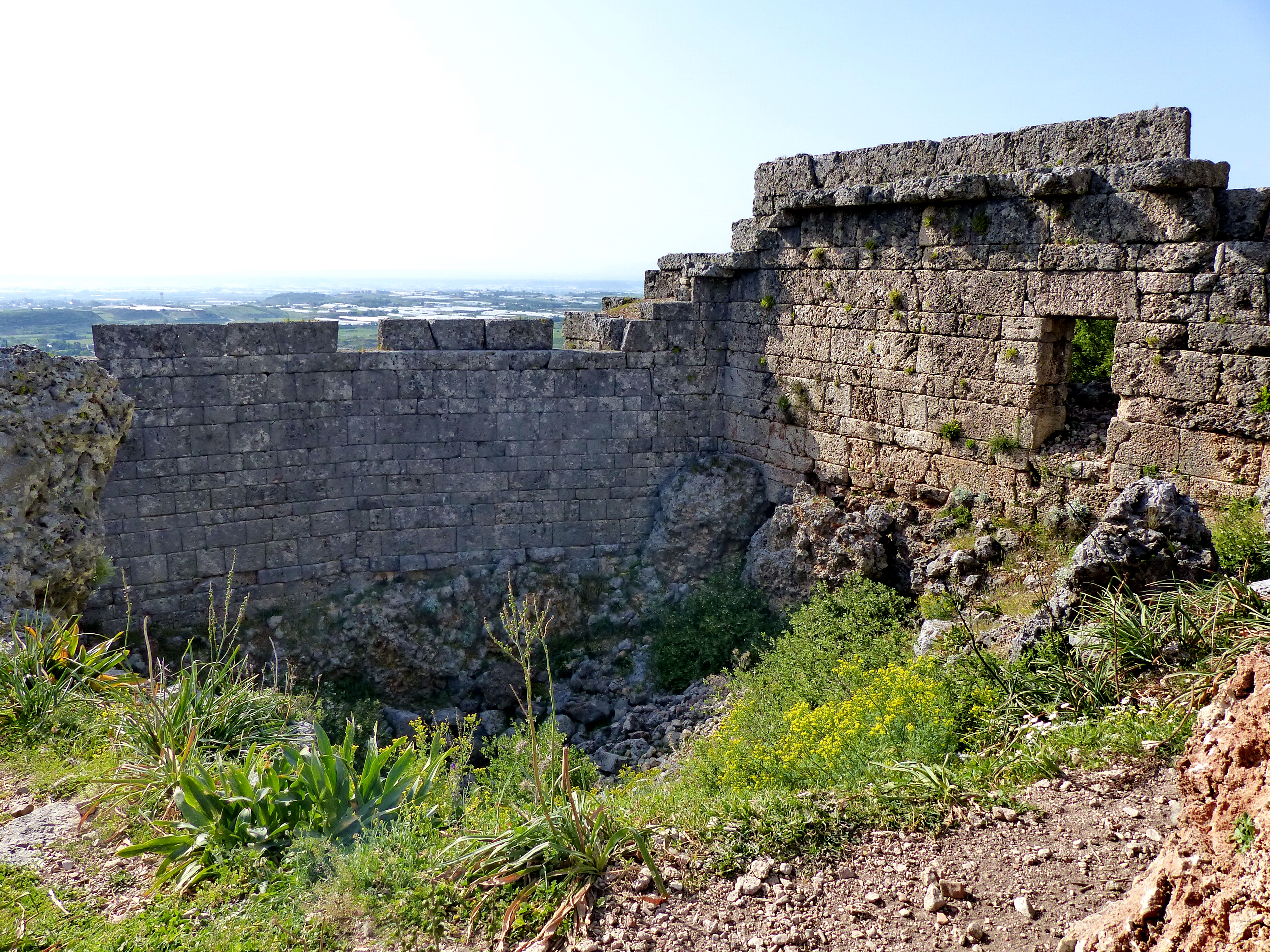
Ruinen einer Bastion in Sillyon (Karahisar-i Teke) unterhalb der Steilkante des Asar Tepe-Plateaus.

Mit zunehmender Bedeutung gewann das Gebiet der Polis an Größe, so dass Sillyons städtischer Siedlungskern mit dem dazugehörigen Umland (Chora) im Westen vermutlich an den Kestros (Aksu) grenzte und damit an das Polis-Gebiet von Perge. Die Ostgrenze hin zum Polis-Gebiet von Aspendos war wohl der Bach Acısu. Die Nordgrenze könnte beim Dorf Gebiz in den Abdachungen des Taurusgebirges bei Kozan (Landkreis Serik) gelegen haben. Im Süden hatte Sillyon Zugang zum Meer, besaß allerdings, abgesehen vom Flusshafen im Kestros (Aksu Çayı) bei Kumköy 10 km südöstlich von Perge, wegen der sich vorschiebenden Sanddünenküste keinen guten Seehafen. Der vor-hellenistische und hellenistische Siedlungskern auf dem Tafelberg Asar Tepe hatte sich schon in hellenistischer Zeit mit einem Mauerring in steilere Hanglagen nach Südwesten ausgebreitet. Mit einer großen Thermenanlage sowie einem Stadion weitete sich das bebaute Gelände in der römischen Kaiserzeit nach Südwesten aus. Zwischen dem 3. Jahrhundert v. Chr. und der Regierung Aurelians (214–275) war die Bedeutung des Ortes offenbar so groß geworden, dass es dort zu eigener Münzprägung kam. Obwohl es zur antiken Geographie der damalige Zeit für die Stadt nur wenige Belege gibt, wird Sillyon im 3. Jahrhundert n. Chr. inschriftlich als „Mēnodōra Megakleus“ (Futtertrog auf Lebenszeit) bezeichnet, der unter anderem eine Stiftung für die παίδων τροϕαί (Kinderwohlfahrt) leistete.

### Nach der römischen Reichsteilung

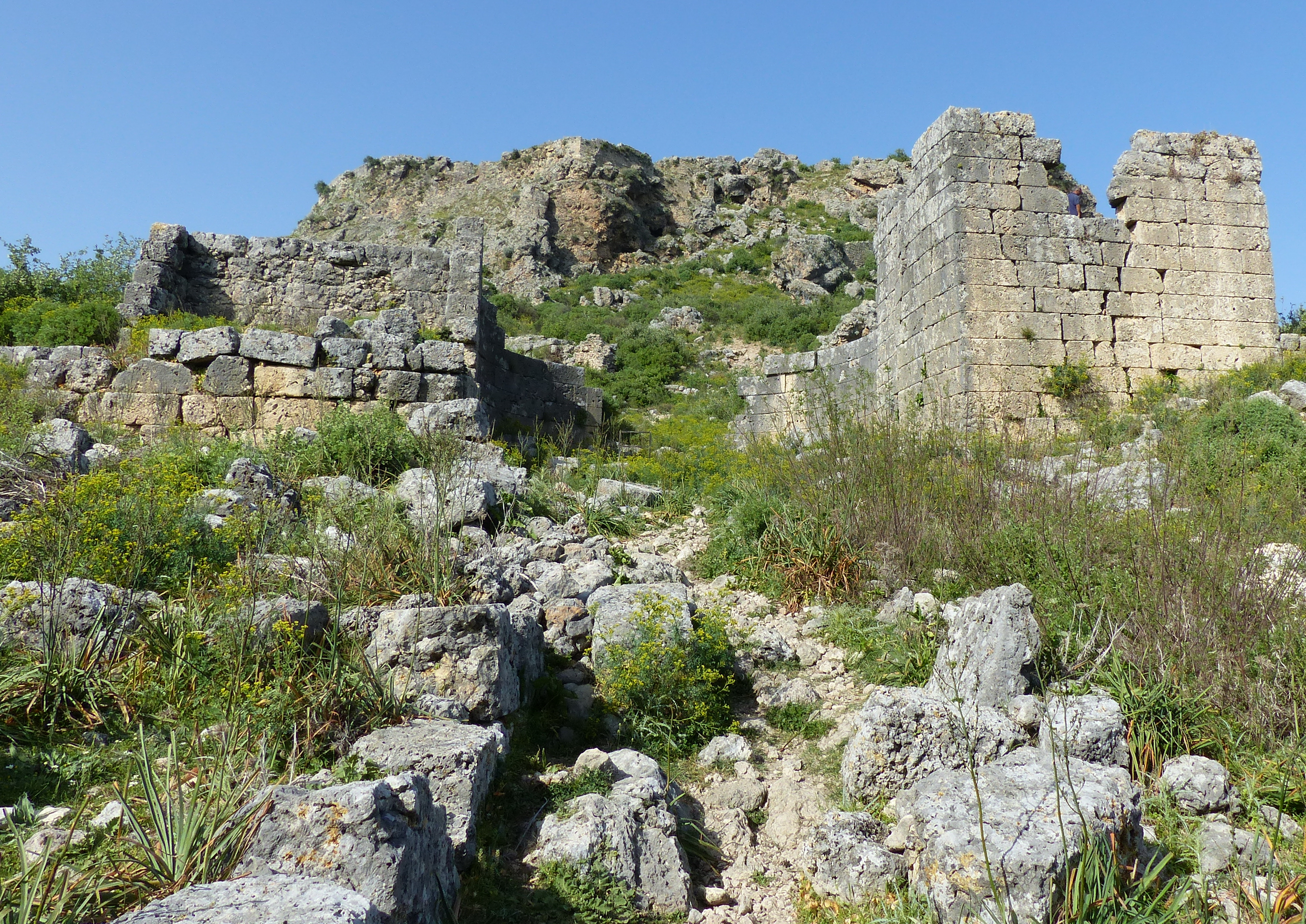
Blick auf die Ruinen des unteren Stadttores von Sillyon.

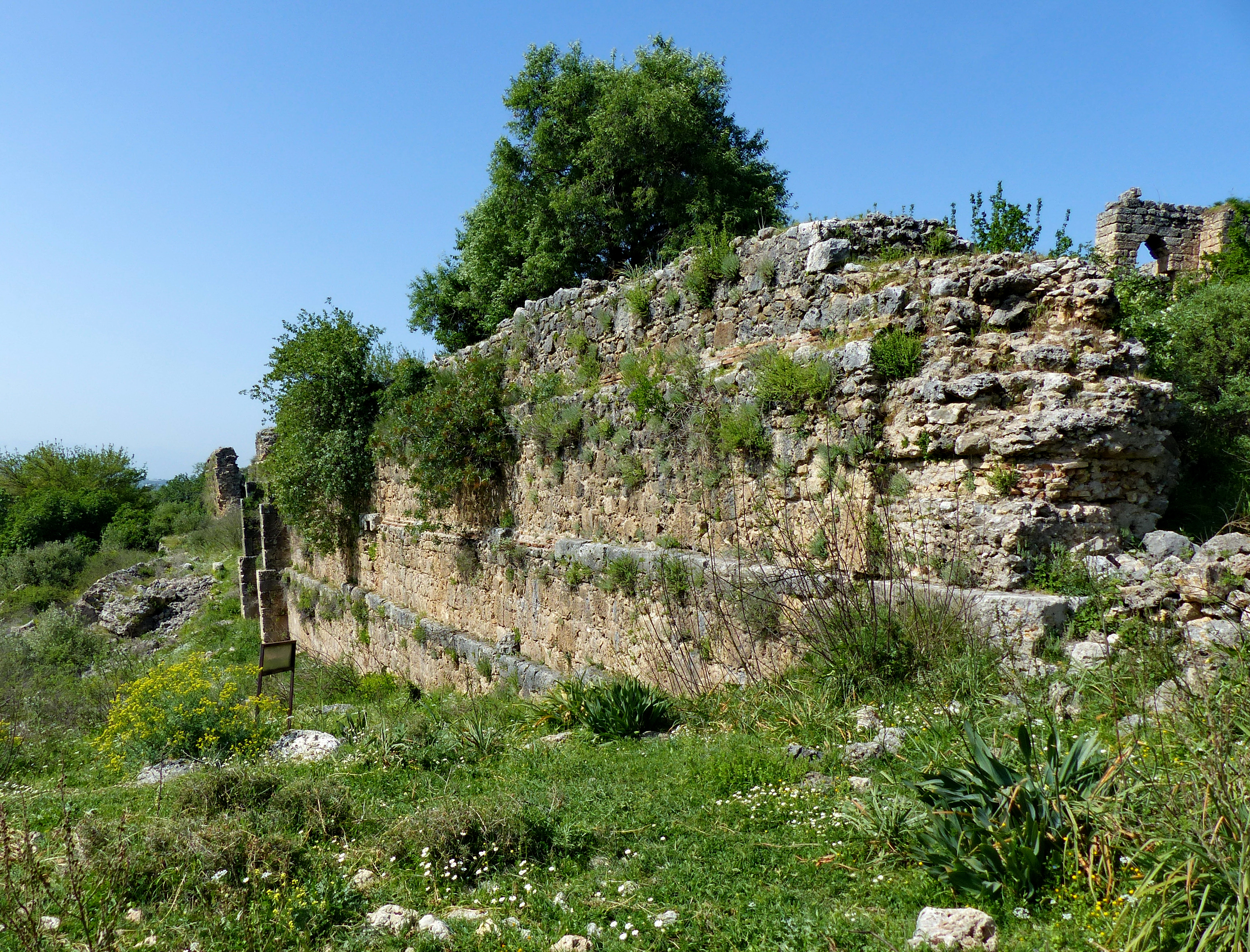
Blick auf die ruinierten Mauern des Stadions in Sillyon.

Nach der römischen Reichsteilung (395 n. Chr.) wurde Syllaion (Sillyon) vom oströmischen Geographen Hierokles im 6. Jahrhundert n. Chr. lediglich als Stadt der spätantiken Provinz Pamphylia verzeichnet, ehe der Ort dank seiner herausragenden Sicherheitslage in der Zeit der arabischen Angriffe und der Stabilisierung des Themas Kibyrrhaioton (7.–9. Jahrhundert) zunehmend zu einem Zentrum der pamphylischen Ebene avancierte. Bei den ersten arabischen Angriffen im 7. Jahrhundert waren die byzantinischen Bewohner des Tafelberges noch sehr sicher, dass Syllaion niemals erobert werden würde, so jedenfalls spiegelt es sich in der Vita des byzantinischen Geistlichen Andreas Salos. Nachweisbar sind zwei Kirchen im südwestlichen Viertel des Tafelberges: Eingebaut in ein hellenistisches zweigeschossiges Gebäude steht eine verfallene einschiffige Kirche mit rechteckig massiv ummantelter Apsis. Westlich des Atriums lag eine weitere Kirche, deren Umrisse erhalten sind. Sillyon wurde zu dieser Zeit (718/719) Hauptort eines Zollbezirkes, der mit Isaurien den gesamten Osten der byzantinisch-kleinasiatischen Südküste bis zur byzantinisch-arabischen Grenze am Lamos (Limonlu Çay) umfasste, dem Grenzfluss zwischen dem Rauen Kilikien und der Kilikischen Ebene (Çukurova). Im 8./9. bis späten 9./frühen 10. Jahrhundert befehligten hohe Offiziere (Turmarchen) die Truppen von Syleaion (Sillyon), was erste Hinweise auf die Funktion der Stadt als militärische Garnison liefert.
Die gute verkehrsgeographische und strategische Lage macht die Festung neben Attaleia (Antalya) zu einem bedeutenden Zentrum Pamphyliens und zum zweiten militärischen Verwaltungssitz im Thema Kibyrrhaioton. Einen arabischen Angriff um 824 konnte der Strategos Johannes Echimos (Antonius der Jüngere, Antonios Neos) auf dem Verhandlungswege durch diverse „Geschenke“ (Zahlung von Entschädigungen) erfolgreich abwehren. Sein Amtssitz wird in der Vita als praitórion (Residenz eines Statthalters) bezeichnet und das Oberhaupt der Stadt mehrfach als Ekprosōpoi (Regierungsvertreter) der Kibyrraioten. Im Vergleich zu Attaleia (Antalya) oder Myra hatte Sillyon in den Augen der meisten Zeitgenossen zunächst noch eher als kleine, bescheidene Stadt mit armen Einwohnern gegolten (μικρὰ πολίχνη, εὐτελὴς πόλις, λαοῦ πτωχεύοντος / Kleinstadt, unbedeutende Stadt, verarmte Bevölkerung). Auch Konstantin Dukas Porphyrogennetos (um 1074–1095/1097) bezeichnete den Ort lediglich als eine Stadt des Themas Kibyrrhaioton zwischen Attaleia und Perge.
Die Wahl Sillyons zum Amtssitz des Regierungsvertreters führte offenbar im späten 8. Jahrhundert auch zu ihrer Aufwertung zur kirchlichen Mētropolis der Region Pamphylia II und damit zwangsläufig auch zu einer Rivalität mit Perge. Sillyon war bis in das 8. Jahrhundert Suffraganbistum von Perge gewesen. In den Akten des Konzils von Nikaia 787 erscheint neben dem Metropoliten Kōnstantinos von Perge dann Basileios als Metropolit von Syllaion, und ein Siegel des späten 8. Jhs. bezeugt Leōn als Metropoliten von Sillyon. Um 870 erschienen erstmals „Perge oder Syllaion“ als Metropolitansitz, was die Vereinigung der beiden Bistümer andeutet. Der Metropolit von Perge verlegte seinen Amtssitz wohl zeitweise nach Syllaion und nannte sich fortan wechselweise Bischof von Perge oder Syllaion. Das Nebeneinander von zwei bedeutenden Städten im Pamphylien (Perge und Sillyon) führte im Laufe des 8. und 9. Jahrhunderts offensichtlich zu Rivalitäten und kirchlichen bzw. innenpolitischen Konflikten, die Sillyon wahrscheinlich für sich entscheiden konnte. Attaleia trat 1084 an die Stelle der Mētropolis-Tradition Perges und der Metropolit der Pamphylia II nannte sich 1328–1341 nur noch Bischof von Syllaion.

### Die Region Sillyon in türkischer Hand
Die antike Stadt Sillyon und ihre Umgebung waren erstmals nach der Schlacht bei Manzikert (1071) in die Hände der Türken gefallen. Nachdem sie im 11. und 12. Jahrhundert mehrmals den Besitzer gewechselt hatte und die Byzantiner viele Burgen in Antalya und Umgebung erneut erobert hatten, geriet sie 1120 für längere Zeit wieder unter byzantinische Herrschaft. Erst im ersten Viertel des 13. Jahrhunderts mit der Einnahme von Antalya und dann von Alaiye (Alanya) konnte sich die türkische Herrschaft in der Region vollständig durchsetzen. Antalya war 1207 (im 8. Monat 603 der Hijra) vom seldschukischen Herrscher Giyasüddin Keyhusrev I. erobert und der Verwaltung von Mübarızeüddin Ertokuş (Atabey/Gouverneur) und Oberbefehlshaber von Isparta und Antalya unter den Seldschuken übergeben worden. In dieser Zeit siedelte sich der Stamm der nomadischen Teke-Turkmenen in der Region um Sillyon an, die zwar für kurze Zeit mit dem Königreich Zypern verbunden war, aber 1213 von Izzeddin Keykavus I. erneut zurückerobert wurde. Erst danach im Jahr 1221 während der Herrschaft von Sultan Alaeddin Keykubad I. konnte Galonoros, die Burg Alaiye (Gelinovros, Alanya) durch einen Vormarsch nach Osten eingenommen werden. Dadurch geriet auch Sillyon an der Route von Antalya nach Alanya endgültig unter die Herrschaft der Seldschuken. Nach dem Tod des seldschukischen Sultans Mas'ud II. (regierte 1282–1307) ging die Herrschaft über das Gebiet auf die Fürsten der Hamidoğulları über. Der Hamidide Feleküddin Dündar Bey, Enkel von Hamîd Bey, übergab die Verwaltung von Antalya an seinen Bruder Yûnus Bey. Dadurch entstand der Teke-Zweig der Hamidoğulları mit dem Zentrum Antalya. Nach Yûnus Bey regierte sein Sohn Mahmud Bey in Antalya, sein anderer Sohn Hızır Bey in Istanoz und sein Sklave Zekeriya (auch Zakariya) in Karahisar-ı Teke (Sillyon).
In Sillyon selbst hielten islamische Einflüsse aber offenbar erst nach und nach Einzug. Als 1315 von Konstantinopel dem aus Sinop vertriebenen Bischof die Leitung der Metropolien Side und Sillyon und das Erzbistum Leontopolis (Leontopolis in Pamphylia III = Isaurien, vgl.) übertragen wurde, gab es in Syllaion offensichtlich nur noch wenige Christen, und die kirchliche Ordnung war bereits gestört: So griff 1316 der Metropolit von Attaleia eigenmächtig in die Metropolie von Syllaion ein. 1376 okkupiert der Bischof von Germanikupolis in Isaurien (Ermenek) die Metropolien Attaleia und Sillyon. Nachdem der Metropolit von Attaleia Mitte des 14. Jahrhunderts in Nachfolge von Syllaion die Führung der Pamphylia II übernommen hatte, war sein Titel 1387 „Metropolit von Perge und Attalia, Hochwürdigster und Exarch vom Zweiten Pamphylien“ (μητροπολίτης Πέργης καὶ ᾿Ατταλείας, ὑπέρτιμος καὶ ἔξαρχος δευτέρας Παμϕυλίας), und er wurde um 1400 ausdrücklich als Nachfolger des Metropoliten von Syllaion genannt.

### Karahisar-i Teke

#### Seldschuken- und Beylikzeit

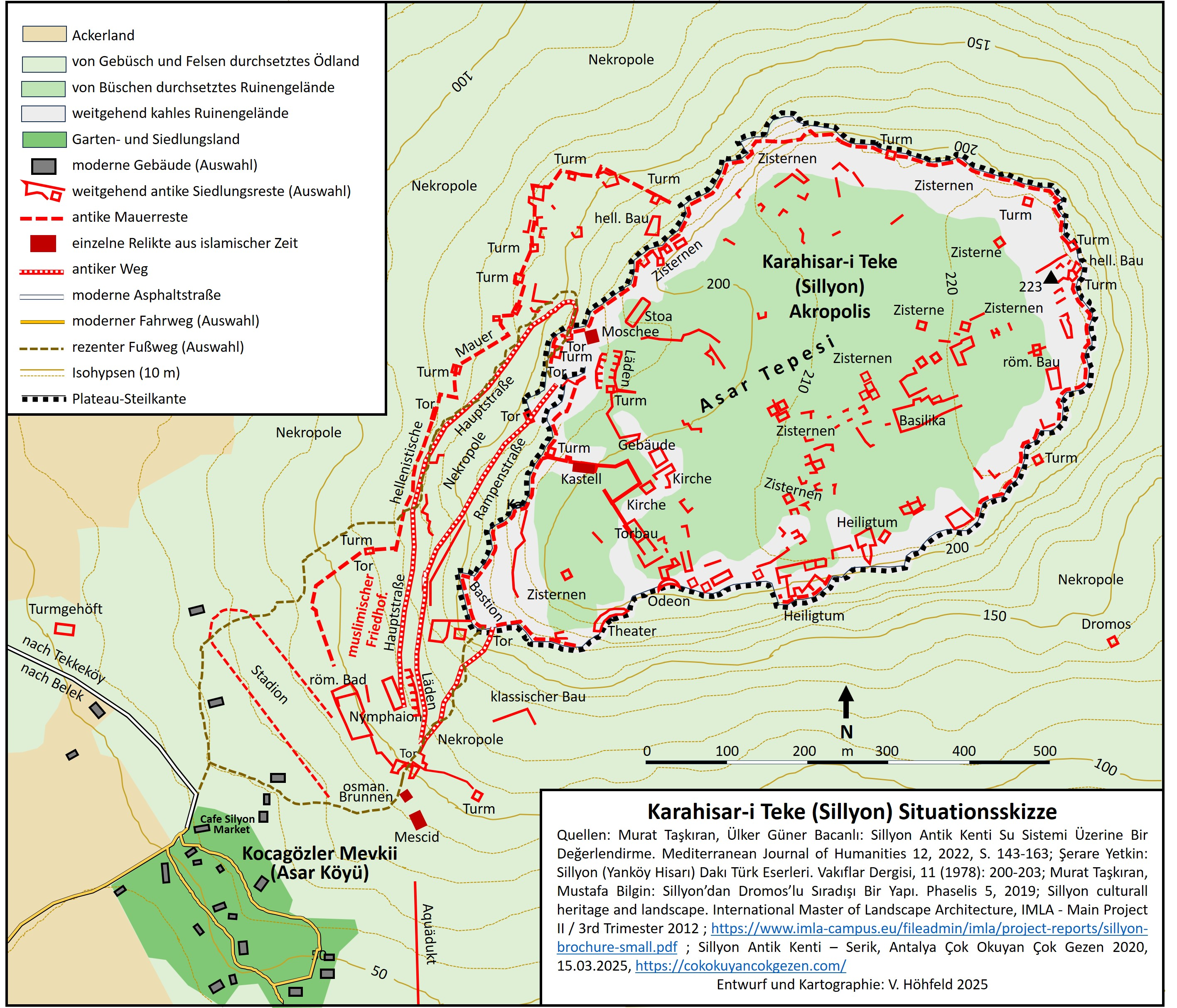
Kartenskizze der ruinierten antiken Burgsiedlung Karahisar-i Teke (Sillyon) auf dem und um den Tafelberg des Asar Tepe bei Yanköy (Landkreis Serik, Provinz Antalya, Süd-Türkei)

Nach Angaben von Evliya Çelebi kam Sillyon unter Orhan Gazi (1326–1359) zum Paschalik von Teke. In dem damaligen „Gerangel“ um die regionale Macht herrschte um 1330 in Karahisar-i Teke der oben genannte ehemalige mamlukische Sklave Zakariya, ein Gefolgsmann des Yūnus von Attaleia aus der turkmenischen Dynastie der Hamidoğulları. Yunus regierte zu dieser Zeit gemeinsam mit seinem Bruder Dündar die damaligen Hauptstädte Eğridir und Antalya (Attalia). Zakariya „besaß“ in Pamphylien drei Städte, vermutlich Syllaion, Perge und Aspendos, sowie zwölf Burgen. Die seit 1328 von Dündars Sohn, Emir Naǧmaddīn Isḥāq als Herr von Alanya (byzantinischer Name: Kalon Oros), verwaltete und die „drei Tage von Alanya“ entfernte Stadt Qarašār-y Teke (Qarāṣār) gehörte allerdings seit 1332 dem Karamaniden Yusuf Bey. Mit diesen Veränderungen bis zum 14. Jahrhundert erschienen nicht nur neue Bezeichnungen, wie Karahisar-i Teke, Karateke Hisarı oder Qarāṣār (Karahisar = Schwarze Burg) anstelle von Sillyon, sondern auch diverse islamische Bauten auf dem die pamphylische Ebene beherrschenden Tafelberg Asar Tepe.
Vieles in der Ruinenstadt hatte die neuzeitliche Forschung bereits Anfang der 1970er Jahre auf eine türkische Besiedlung des Burgareals hingewiesen, als erste kunsthistorische Studien zur Burg Karahisar-ı Teke von Şerare Yetkin durchgeführt worden waren. Einerseits war bereits Ende des 19. Jahrhunderts klar geworden, dass die römisch-kaiserzeitlichen Ruinen, so das Theater, das Buleuterion oder die Mehrzahl der hellenistisch-römischen Felsraum-Häuser, während der byzantinischen Zeit offenbar nicht mehr genutzt, Teile des Ortes also aufgegeben worden waren. Andererseits hatte man innerhalb der antiken Ruinen eine gepflasterte Hangstraße an der Westseite des Tafelberges, die bereits mehrfach wohl in früh- bis mittel-byzantinische Zeit repariert und verstärkt worden war, in osmanischer Zeit nochmals erneuert. Nördlich der oben genannten byzantinischen Kirchengruppe stieß man auf einen eingestürzten nahezu quadratischen osmanischen Gewölbebau aus Bruchsteinmauerwerk. Inmitten eines Hangplateaus entdeckte man weitläufig Fundamente und Mauerzüge, deren Bauzeiten von der hellenistischen bis in die Beylik-Periode reichen, und im Umfeld einer ruinierten vermutlich frühbyzantinischen Basilika fand man Fundamente privater Häuser aus der byzantinischen bis zur Beylikzeit.

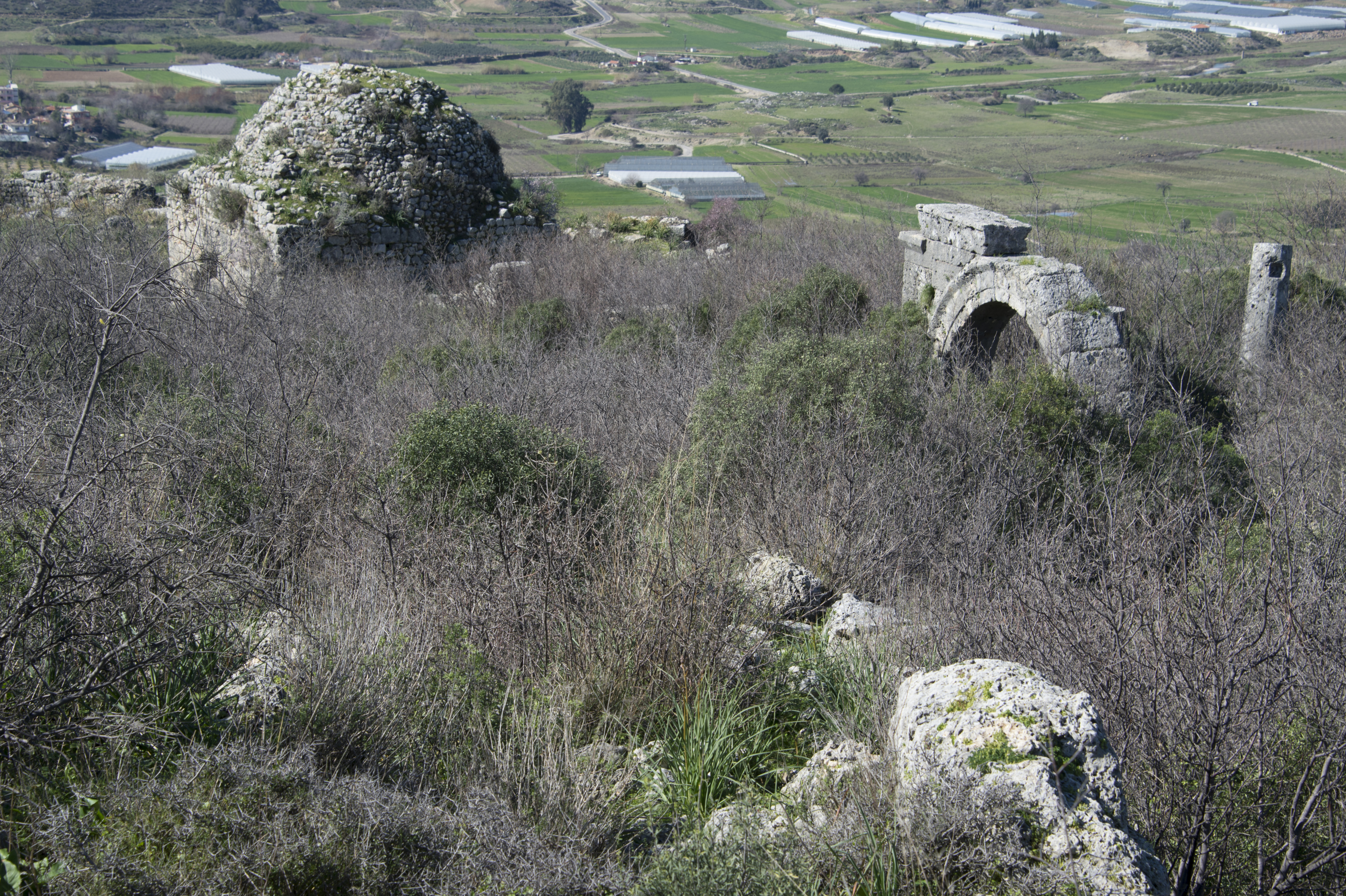
Ruine der Kale Camii (Burgmoschee, Sillyon Mescit) auf dem Asar Tepe (Oberstadt-Plateau von Sillyon) bei Yanköy (Landkreis Serik, Provinz Antalya)

Bei dem 2009 begonnenen Oberflächensurvey von Sillyon und Umgebung wurde neben den antiken Ruinen der Stadt auch die sogenannte „Kale Camii“ (Burgmoschee) untersucht. Das Gebäude war größtenteils aus wiederverwerteten antiken Steinen und Bruchsteinen errichtet worden. Eine Bauinschrift, die eine exakte Datierung ermöglichte, wurde bis heute nicht gefunden. Aufgrund historischer Informationen, Ausgrabungsergebnissen und Münzfunden geht man allerdings davon aus, dass der quadratische und kuppelüberdachte Gebetsraum der Sillyon-Kale-Moschee zwischen 1221 und 1228, unmittelbar nach der endgültigen Eroberung der Region durch die anatolischen Seldschuken, erbaut wurde, während die zusätzlichen Räume im Norden und Osten frühestens im ersten Viertel des 15. Jahrhunderts entstanden. Es gibt offenbar auch keine Zweifel, dass das Gebäude während der osmanischen Zeit im 15. und 16. Jahrhundert weiterhin genutzt wurde. Darüber hinaus hatte sich am gepflasterten osmanischen Aufweg eine kleine Kuppel-Moschee (Mescit) mit Mihrab und gewölbter Vorhalle aus Bruchsteinmauerwerk, Spolien und Werksteinquadern erhalten.

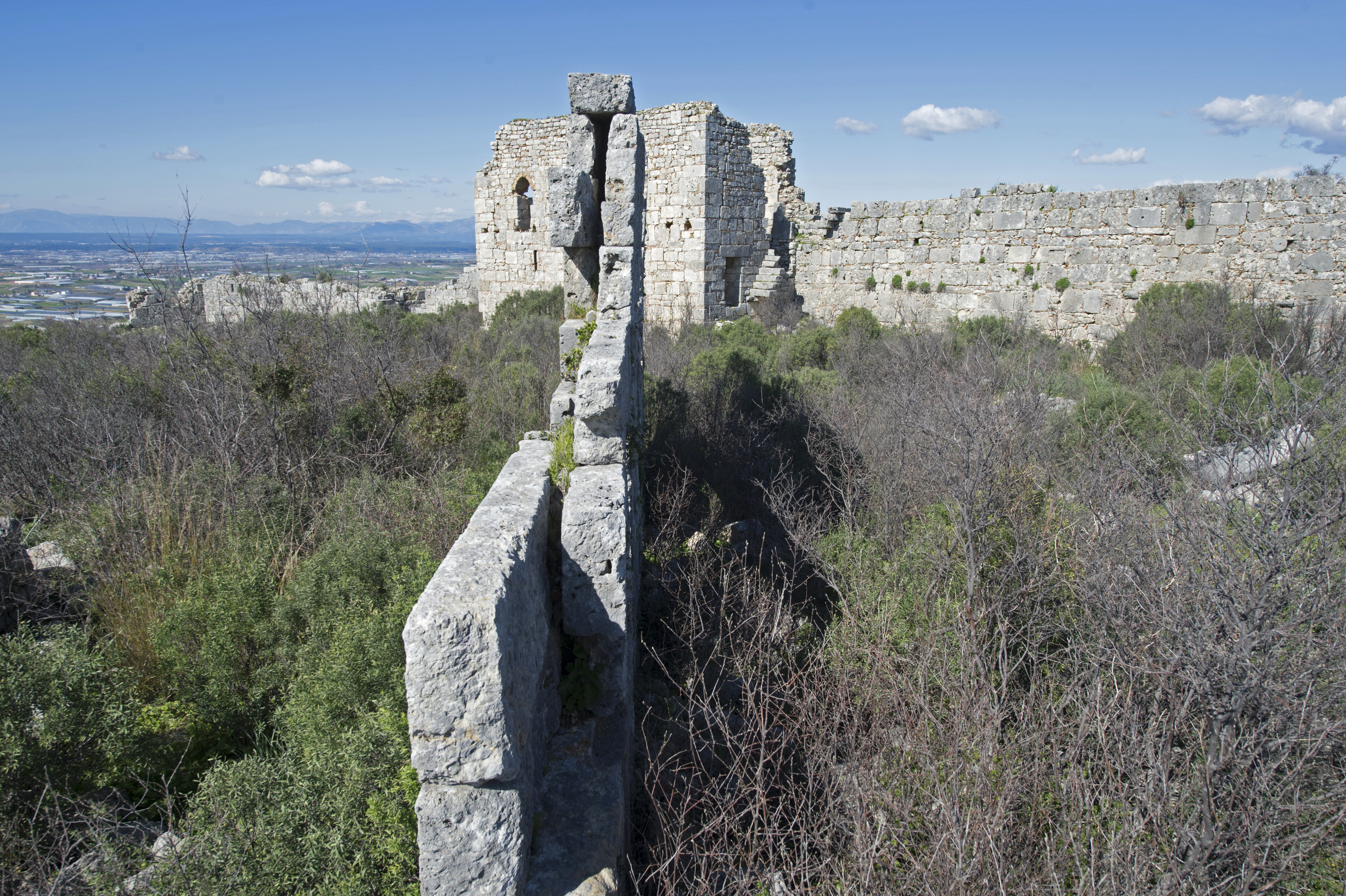
Kastellartiger dreigeschossiger Palastbau an und auf der byzantinischen Wehrmauer von Sillyon/Karahisar-i Teke

An und auf der byzantinischen Wehrmauer – und von dieser kastellartig umschlossen – erhebt sich ein dreigeschossiger Palastbau mit eindrucksvoller Fassade, zu dessen oberstem Geschoss an der östlichen Schmalseite eine Steinstufentreppe führte und dessen erhaltene, dicht gesetzten Zinnen aus kleinteiligem Bruchmauerwerk wahrscheinlich eine osmanische Erneuerung waren. Der Bau wurde als Wohnbau aus mittelbyzantinischer Zeit oder Frühstufe byzantinischer Palastbauten datiert und von Şerare Yetkin als Kiosk/Köşk erwogen und als Dienstsitz des Kibyrrhaioten-Themas angesprochen, der in islamischer Zeit mit ähnlichen Funktionen weiter benutzt wurde.
Zahlreiche Keramiken stammen aus der Zeit der Fürstentümer (Beyliks) und der frühen osmanischen Zeit. Aufgrund dieser Funde ist klar, dass die Sillyon Camii (Kale-Moschee) und damit Teile des Ruinengeländes auch in der Periode der Beyliks und in der frühosmanischen Zeit als Siedlung genutzt wurden. Zypriotische Keramik, auf das Ende des 13. und den Beginn des 14. Jahrhunderts datiert, kann als Beweis gewertet werden, dass in dieser Zeit politische wie auch kommerziellen Beziehungen zwischen Zypern und den Seldschuken in Karahisar-i Teke bestanden. Und man stößt im Umfeld des Stadtberges und in der Chōra auf landwirtschaftliche Gehöfte und Ölpressen aus klassischer Zeit, die auch später in römischer bis in die seldschukische Zeit ohne erhebliche bauliche Veränderungen in örtlicher Tradition weitergeführt wurden, die Plätze somit damals offensichtlich bewohnt und bewirtschaftet waren.

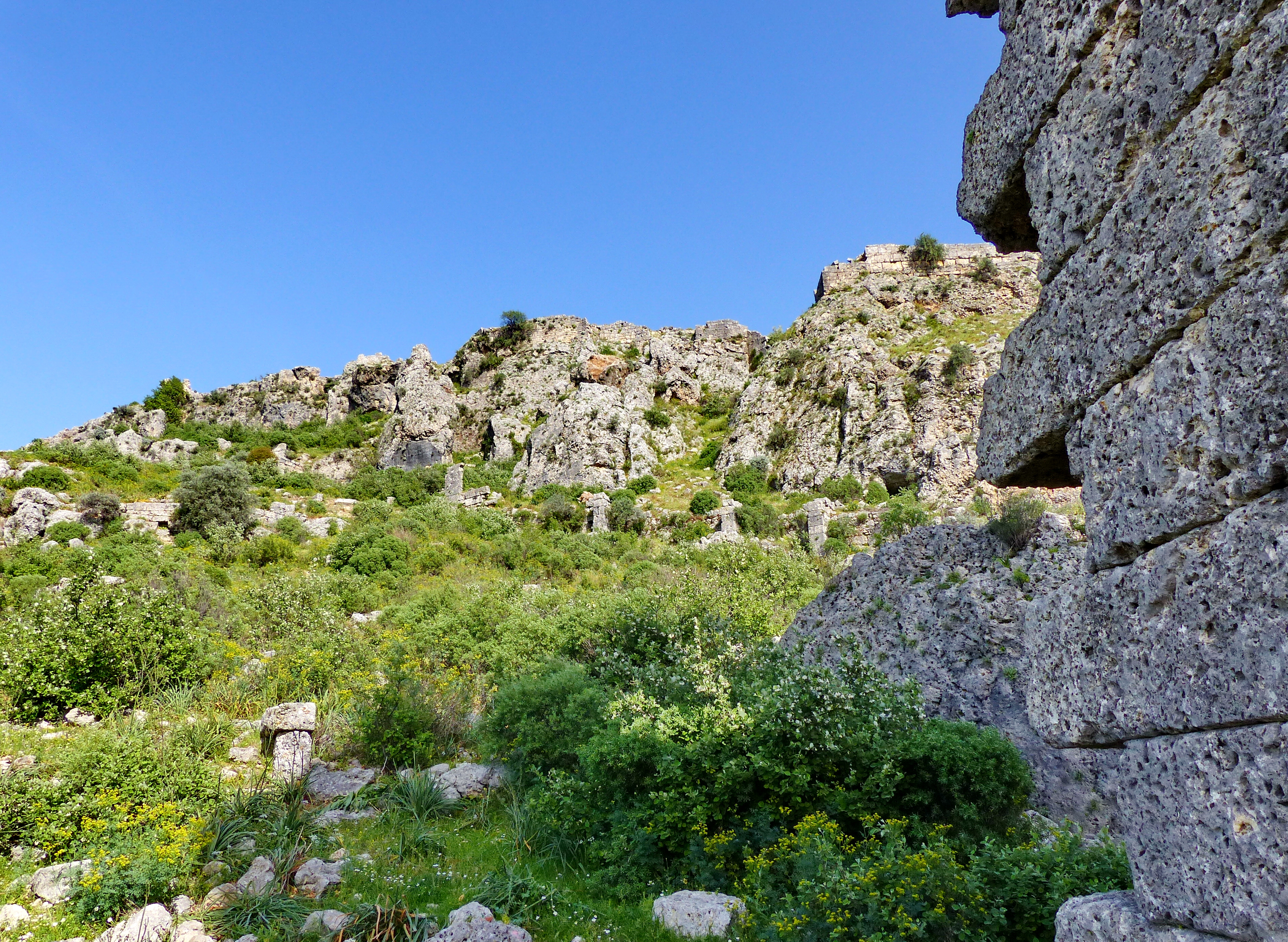
Türkische Gräber liegen unregelmäßig angeordnet innerhalb der römischen Nekropole auf dem sanft abfallenden Gelände östlich und westlich der seit der Römerzeit genutzten Hauptstraße der antiken Stadt Sillyon.

Deutliche Hinweise auf eine Besiedlung des antiken Stadtareals während der türkischen Zeit lieferten vor allem verschiedene islamische Gräberareale. Türkische Gräber liegen in erster Linie innerhalb der römischen Nekropole auf der von den Archäologen als „Unterstadt“ bezeichneten Westseite des Ruinengeländes unterhalb der ebengeländigen „Akropolis“. Die Gräber des Friedhofs sind unregelmäßig auf dem sanft abfallenden Gelände östlich und westlich der seit der Römerzeit genutzten Hauptstraße der antiken Stadt auf einer Fläche von ca. 100 × 82 m angeordnet. Während der Oberflächen-Sondage 2019 wurden insgesamt 207 Gräber aus der islamischen Zeit identifiziert, davon 82 im östlichen, 78 im mittleren und 57 im westlichen Abschnitt. Dabei war allerdings auffällig, dass islamische Grabsteine auf den Friedhöfen der zum Ort Karahisar-i Teke unmittelbar benachbarten dörflichen Siedlungen, wie in Tekkeköy und Kocagözler, mit dichten und unterschiedlichen geometrischen Dekoration aufwarten, während die in Karahisar-i Teke vorhandenen Gräber aus der türkisch-islamischen Zeit keinerlei Verzierungen oder Inschriften auf den Grabsteinen zeigten und jegliche Kindergräber fehlten: Die 207 Gräber dort aus der türkisch-islamischen Zeit weisen darauf hin, dass sie wohl zu Soldaten gehören, die in der „Garnison“ Karahisar-ı Teke gelebt hatten. Während der Zeit des anatolischen Seldschukenstaates und nach dessen Zusammenbruch muss die antike Stadt Sillyon (Karahisar-ı Teke) auf dem Asar Tepe, der eine natürliche Grenze zwischen dem Teke-Beylik und dem Karamaniden-Beylik bildete, wegen ihrer geschützten topografischen Struktur und den starken Mauern von den hier herrschenden Türken nicht nur als Zentrum lokaler Verwaltung, sondern hauptsächlich als Militärstützpunkt genutzt worden sein.

#### Osmanische Zeit

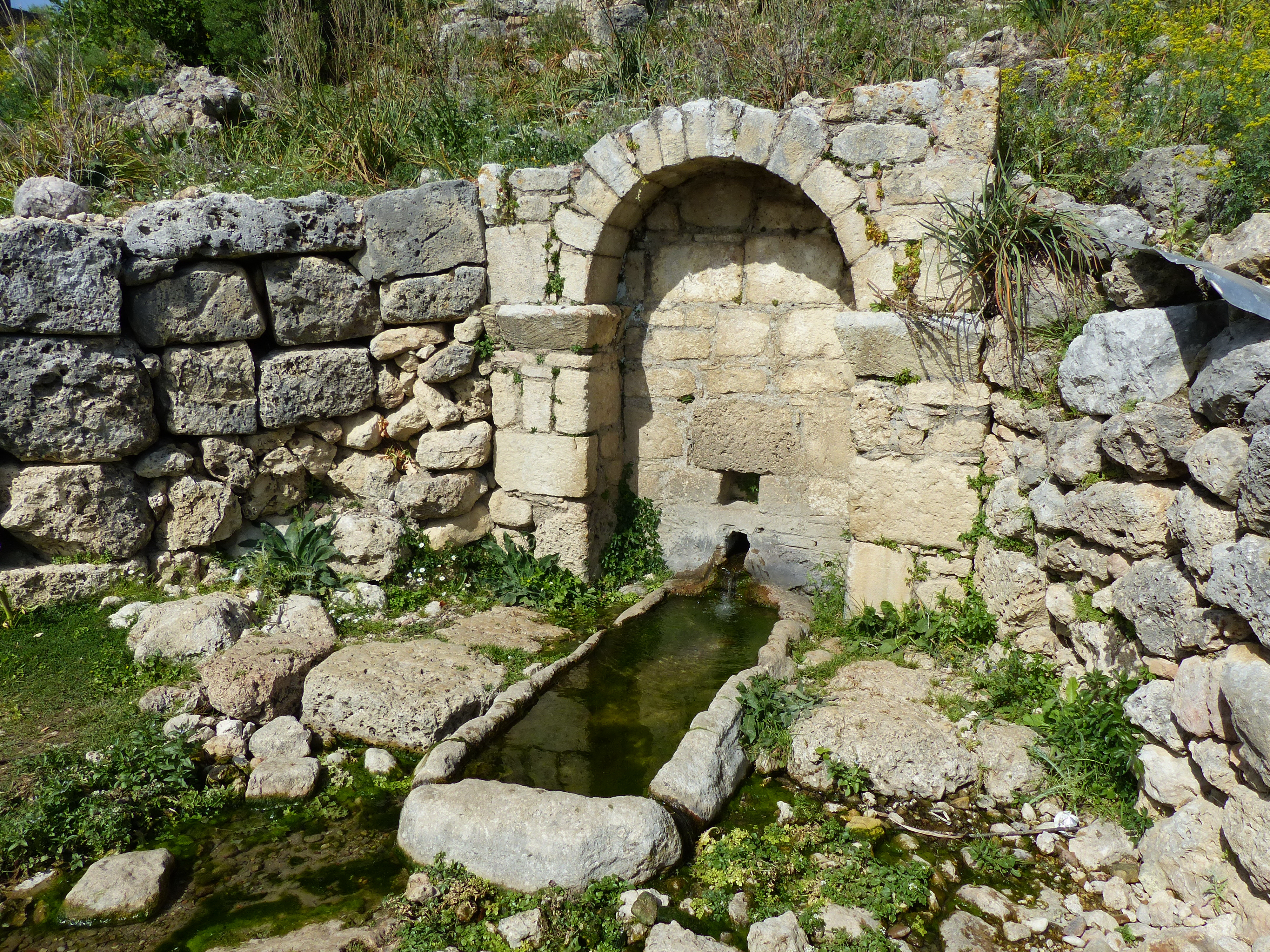
Osmanische Brunnen im Südwesten des Unterstadtareals von Karahisar-i Teke (Sillyon).

Die Region Teke (Antalya) war 1393 vom osmanischen Sultan Bayezid I. erobert worden, der sie 1390 seinem Sohn, dem osmanischen Prinzen İsa Çelebi (1380–1406), als Sandschakbey anvertraut und gleichzeitig das Gebiet um Sillyon unter dem Namen „Karahisar-ı Teke“ als Landkreis des Teke Sandschaks mit der Provinz Anadolu verbunden hatte. Der Ort auf dem Asar Tepe-Plateau wurde während des Osmanischen Reiches, insbesondere ab Beginn des 15. Jahrhunderts, für längere Zeit als Verwaltungssitz Karahisar-ı Teke genutzt. Nach der Ermordung İsa Çelebis war Firuz Bey vom osmanischen Sultan Mehmed I. 1415 zum Gouverneur von Antalya und dessen Sohn Hamza Bey zum Kommandanten von Karahisar-ı Teke ernannt worden. 1421 übernahm Ḥamza Bey die Gouverneurs-Stelle seines verstorbenen Vaters Firuz Bey und wehrte 1423 einen Angriff der Karamaniden auf Attaleia erfolgreich ab, wobei auch Syllaion/Karahisar-i Teke endgültig osmanisch wurde. In der Volkszählung von 1455 ist Karahisar-ı Teke als ein Landkreis aufgeführt, ebenso im Steuerregister Nr. TD 107 und den Volkszählungen von 1530 und 1568 sowie in allen Müsellem Defteri (Register, in denen die Besitztümer der ersten bezahlte Infanterieeinheit der osmanischen Armee in Anatolien und Rumelien verzeichnet wurden). Der Ort Karahisar-i Teke war 1455 nicht in Stadtteile (Mahalle) unterteilt, lediglich die Zahl der dort lebenden Menschen wurde angegeben. Laut Behset Karaca lebten damals 14 muslimische und 41 nicht-muslimische Soldaten in der Stadt/Burg sowie etwa 275 weitere Bewohner (70 Muslime und 205 Nichtmuslime) sowie 21 Burgwächter und ihre Familien (105 Personen) Insgesamt schätzte man die Einwohnerzahl damals auf rund 380 Bewohner und 55 Mann Besatzung.
Im 16. Jahrhundert wurde die Region in zwei Teile geteilt, in Karahisar und Serik. Sillyon, beim heutigen Ort Yanköy gelegen und umgangssprachlich „Asar“ genannt, wurde zum Zentrum von Karahisar, und Belkıs (Aspendos und Umfeld) zum Zentrum von Serik. Dieser Name Serik wurde vermutlich für den Nomaden-Zeltplatz (Oba) gebräuchlich, an dem die turkmenischen „Seriklü Yörüks“ überwinterten. In den Aufzeichnungen von 1568 findet man den Eintrag „Yörükân-ı Serik“ und in späteren Registern „Seriklü Yörüks“. Das älteste Dokument in der Türkei, in dem der Name „Serik“ erwähnt wird, ist das Finanz-Grundbuch Nr. 14 der Fatih-Zeit (unter Fatih Sultan Mehmed, 1432–1481) aus dem Jahr 1455. Aus ihm geht hervor, dass es dort damals für kurze Zeit ein Mezra’a-ı Serik (Seriks Gehöft mit einem kleinen Stück Land) gegeben hatte und dass zehn Familien vom Bolkar Dağı (Bolkar Dağları, Gebirgsmassiv des mittleren Taurus) sich dort angesiedelt hatten, aber bald wieder zurückgegangen waren, dass man zwar Getreide auf dem Land anbaute, dass dort aber keine Siedlung existierte, die man ins Steuerregister eintragen konnte. Zu dieser Zeit war die Region um das rezente Serik dem Verwaltungsbezirk Karahisar-i Teke angeschlossen, dessen Kreiszentrum während der seldschukischen, fürstentümlichen und frühen osmanischen Zeit Karahisar-i Teke war.
1455 hatten zum engeren Bezirk 54 Dörfer gehörten, und bei der Volkszählung von 1530 waren es 79 Dörfer. Da im Jahr 1530 auch Ortsteile (Mahalle) erfasst wurden, erscheint die Zahl der Dörfer vergleichsweise hoch. Einige dieser Orte dürften damals den Amtsbezirk (früher: Nahiye, heute: Bucak) Bağovası und Mükerrem Kömi zugeordnet gewesen sein (der nicht sehr großer Amtsbezirk Mükerrem Kömi umfasst heute die südlichen Teile des Landkreises Bucak bei Burdur.). Diese Zahlen stimmen in etwa mit der im Steuerregister TD 107 überein. Im Jahr 1568 gab es im Bezirk Karahisar-ı Teke 57 Dörfer. Die darunter im Hinblick auf Landwirtschaft und Bevölkerung wichtigsten Siedlungen waren Orte wie Aksu, Alikaraağaç, Boğazak und Kürüş. Der Bezirk Karahisar-ı Teke war auch eine der Regionen, die von Nomadengruppen dicht besiedelt wurden, und galt bei Ḥāǧǧī Ḫalīfa (Hâcci Halfa 1609–1657; auch Kâtib Çelebi oder Muṣṭafa ibn ʿAbd Allāh) als besonders fruchtbar. Nach Angaben des Rechnungsbuchs des Vilayet Anadolu reichte der Landkreis Karahisar zu Beginn des 16. Jahrhunderts vom Dörfchen Murt Geçidi im Osten bis zu den Dörfern Kındıra, Karaöz und Bademağacı im Westen. Karahisar verfügte damals über einen eigenen Wochenmarkt: Bei der Steuererfassung von 1568 betrug die Summe der verschiedenen Gebühren-Einkünfte aus den Wochenmärkten Köprü (Köprü Pazarı), Karahisar-i Teke und Alahisar insgesamt 22.000 Akçe. Gegen Ende desselben Jahrhunderts gehörten nach Erhebungen von 1587 zum Bezirk Karahisar 21 Dörfer: Ayanoz, Buğrak (Boğaza/Boğazkent), Sürek, Ulugöce, Akçaova, Domuztepeciği (Deniztepesi), Koru, Güreş, Kabaağaç, Kayalı, Akçakilise, Bazarağaç (Burmahancı), Kösele, Kemer, Aralık, İnedekin, Keper, İkibaşlıca, Hortak, Bakırcıkaya, Komarı und Candar (Çandır).

##### Erste Verlegung
Nach Evliya Çelebi (1611–1681) war Karahisar-ı Teke 1671 ein Verwaltungsbezirk mit 70 Dörfern. und die Burg von Karahisar-ı Teke ein kleiner, viereckige Bau auf einer Anhöhe. Ihr persönlicher Besitzer war der Pascha von Teke (Antalya). Das Gebäude hatte 7 Türme und ein nach Süden ausgerichtetes Tor. Es gab dort keine Burgwache, keine Soldaten, keinen Kämmerer, keinen Kommandanten und keinen Honoratioren. Die Burg wurde in dieser Zeit offensichtlich nicht mehr genutzt. Im Ort Karahisar-ı Teke selbst gab es 70 bis 80 turkmenische Häuser und keine anderen ethnischen Gruppen. Die Bewohner, die vor allem im Juli zum Yayla-Aufenthalt auf das Plateau gingen, lebten dort offenbar aber nur zur Bewachung der Burg. Mit der Etablierung von Stabilität und Frieden in der Region hatte die Burg ihre frühere Bedeutung verloren und wurde bei der letzten Bevölkerungs- und Steuererfassung des 17. Jahrhunderts schon nicht mehr erwähnt. Es liegen allerdings Informationen über die Bevölkerung aus den Aufzeichnungen zur Sondersteuer (Avariz-Register) und Bedel-ı Nüzül-Registern (Kriegssteuer/Naturaliensteuer im Osmanischen Reich) vor. Demnach belief sich die Zahl der besteuerten Familien von Karahisar-i Teke für 1646–1647/H1056 auf etwa 80 besteuerte Haushalte, und im Bedel-ı Nüzül-Buch von 1649/H1059 war die Zahl auf 86 angestiegen. Da die Burg im 17. Jahrhundert nicht mehr genutzt wurde, war der Verwaltungsstatus des Burgstandortes als Zentrum der Region um Yanköy (Karahisar-i Tekke) bereits in das benachbarte Dorf Tekke (Tekkeköy, Landkreis Serik) verlegt worden, der genaue Zeitpunkt ist bislang allerdings nicht bekannt.
Darüber hinaus wurde im 19. Jahrhundert die Bezeichnung für den Landkreis von „Karahisar-ı Teke“ bzw. „Karahisar“ in „Serik“ umgewandelt. Dieser Landkreis-Name „Serik“ oder „Serek“ ist nachweislich seit dem 16. Jahrhundert belegt. Es ist in diesem Zusammenhang wahrscheinlich, dass als Landkreiszentrum zeitweise die antike Stadt Selge (auch Zerk; 50 km Straßenentfernung nördlich von Serik) in Pisidien beim heutigen Altınkayaköy fungierte und dass der Name Serik sich durch natürliche Lautentwicklung von dort (Selge) ableitet. Laut der Volkszählung von 1831 gab es in diesem Landkreis 2120 (männliche) Einwohner in 35 Siedlungen: in Bauernhöfen (Çiftlik), Ortsvierteln (Mahalle), Dörfern (Köy) und Amtsbezirken (Nahiye). Noch im osmanischen Jahrbuch von 1849 bis 1850 war diese Region Pamphyliens in drei Landkreise mit den Namen Karahisar-ı Teke (Zentrum: Tekkeköy), Beşkonak (Zentrum: Bozyaka bzw. Göla) und Serik (Zentrum: Kökez bzw. Şevketiye) unterteilt. Im späteren 19. Jahrhundert wurde für die Bezeichnung des Bezirks Karahisar-ı Teke der Name Serik verwendet (siehe oben). Die Region Serik, die durch die nach dem Tanzimat erlassenen Regelungen zeitweise zum Amtsbezirk degradiert worden war, wurde mit der Nevahi-Verordnung (Neuregelung der Amtsbezirke/Nahiye; 6. April 1876) zunächst dem Landkreis Kızılkaya (? rezent: Kızılkaya, Landkreis Bucak, Provinz Burdur ?) und dann dem Landkreis Antalya angeschlossen. Laut dem Jahrbuch der Provinz Konya von 1873 bestand dieser Amtsbezirk Serik, der vorher 13 Dörfer umfasste, mit der neuen Regelung durch die Nevahi-Verordnung zu einem Nahiye aus 50 Dörfern, und erreichte damit fast die Situation des heutigen Status des Landkreises Serik, da Im Verlauf des 19. Jahrhunderts in der Region viele neue Dörfer entstanden waren.

##### Zweite Verlegung
Zu Beginn des 20. Jahrhunderts bestand der Amtsbezirk Serik aus drei größeren Siedlungen: Kökez, Tekke und Gebiz. Der Hauptort war Tekke. 1910 wurde das Zentrum der Region von Tekke nach Kökez verlegt (eigentlich Dorf Şevketiye), und der Amtsbezirk behielt den Namen Serik bei. Mit Beschluss vom 21. April 1914 wurde Serik ein Amtsbezirk des Landkreises Antalya, der dem Sandschak Teke (Antalya) angeschlossen war. Als Amtsbezirkszentrum wurde Kökez beibehalten, und dem Amtsbezirk Serik wurden 31 Dörfer angeschlossen. Die rezente Stadt Serik, heutiges Zentrum des gleichnamigen Landkreises, in dessen Gebiet der Asar Tepe mit den Ruinen von Sillyon liegt, war erst 1888/H1304 als Dorf Sevketiye durch die Ansiedlung von Einwanderern aus Rumelien rund um den Kökez-Brunnen an der Straße Antalya-Alanya gegründet worden, womit der Grundstein für die rezente Stadt Serik und die Verwaltungseinheit Serik gelegt wurde. Serik wird in allen Grundbüchern zunächst als Weiler und Siedlung von Serik-Nomaden verzeichnet und blieb bis ins späte 19. Jahrhundert eine kleine Siedlung, während Karahisar-i Teke noch Zentrum dieser Region war. Der Ort Serik hieß zunächst Kökez und später Serik. Laut Jahrbuch von Anfang des 20. Jahrhunderts war Serik noch 1901–1902 Nahiye (Amtsbezirk). Der Amtsbezirk Serik mit seinem Zentrum in Kökez wurde erst am 25. Juni 1926 zum Landkreis erklärt. Damit hatte Karahisar-ı Teke seine frühere Bedeutung endgültig verloren und geriet in Vergessenheit.